# Møllehøj

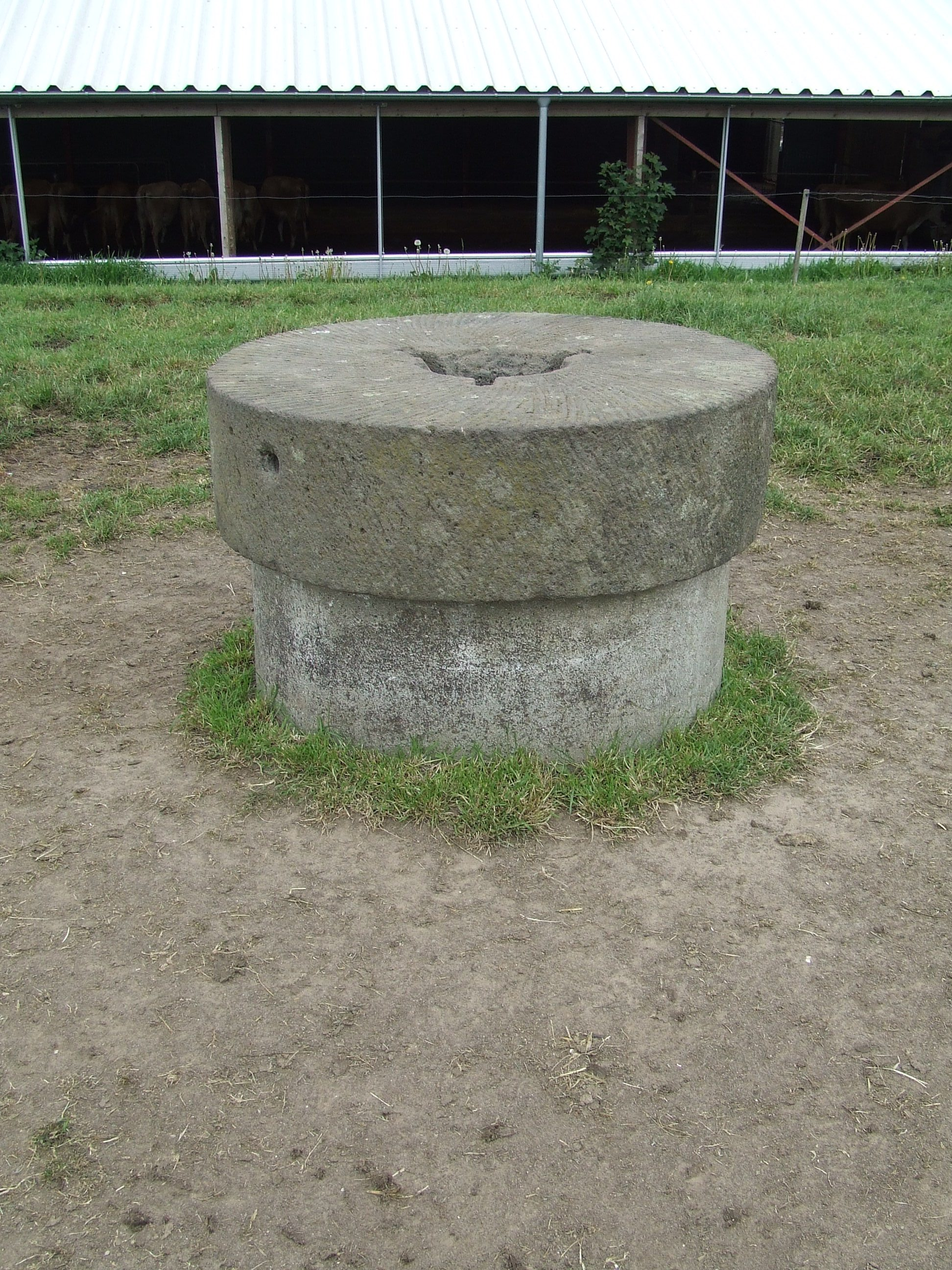
Kamenný obelisk na vrcholu

Møllehøj je nejvyšší přírodní bod Dánska, má nadmořskou výšku 170,86 m. Nachází se v pahorkatině Ejerbjerge na území obce Skanderborg, blízko kopce Ejer Bavnehøj. Vrchol Møllehøje je označen kamenným obeliskem.
Že je to nejvyšší kopec Dánska, bylo prokázáno novými měřeními v únoru 2005. Podle nich Yding Skovhøj dosahuje 170,77 m (po odečtení výšky uměle navršené mohyly z doby bronzové, vrchol mohyly má 172,54 m) a Ejer Bavnehøj 170,35 m. Oba tyto kopce byly původně považovány za vyšší než Møllehøj. Podstatně vyšší hory jsou v dánských autonomních územích - Faerských ostrovech (Slættaratindur 882 m) a v Grónsku (Gunnbjørn 3694 m).